# Plaza Dorrego
Plaza Dorrego è una piazza della capitale argentina Buenos Aires. È il centro del barrio di San Telmo ed è una delle attrazioni turistiche più note della città. 

## Descrizione
Nel 1822 la plaza del Alto (la zona dell'odierna San Telmo era conosciuta come Alto de San Pedro) fu ribattezzata plaza del Comercio. Il 15 maggio 1900 assunse la denominazione attuale in omaggio al militare e politico argentino Manuel Dorrego. Nel 1970, su iniziativa dell'allora direttore del Museo della Città José María Peña, prese il via un piccolo mercatino dell'antiquariato, nato con l'intento di rivitalizzare il quartiere. Un anno dopo la feria di San Telmo ospitava oltre 200 espositori e si era ormai affermata come uno degli appuntamenti più popolari ed apprezzati del panorama culturale bonaerense. Nel 1978 fu dichiarata Luogo Storico Nazionale per la ragione che qui, nel 1816 fu annunciata alla città la dichiarazione d'indipendenza argentina.
La piazza rappresenta il cuore pulsante dello storico quartiere porteño di San Telmo, oltre ad ospitare i banchi della feria ogni domenica, è uno dei principali punti turistici della capitale argentina. La tipica atmosfera neo-coloniale degli edifici che vi si affacciano ha favorito l'apertura di numerosi bar e ristoranti, oltreché di negozi d'artigianato e d'antiquariato. In aggiunta ogni domenica, una volta terminata la feria, la piazza diventa una milonga a cielo aperto, con esibizioni di tango libere e gratuite. È delimitata a nord da Bethlem, ad est da Defensa, a sud da Humberto I e ad ovest da Don Anselmo Aieta.